# De Lijn

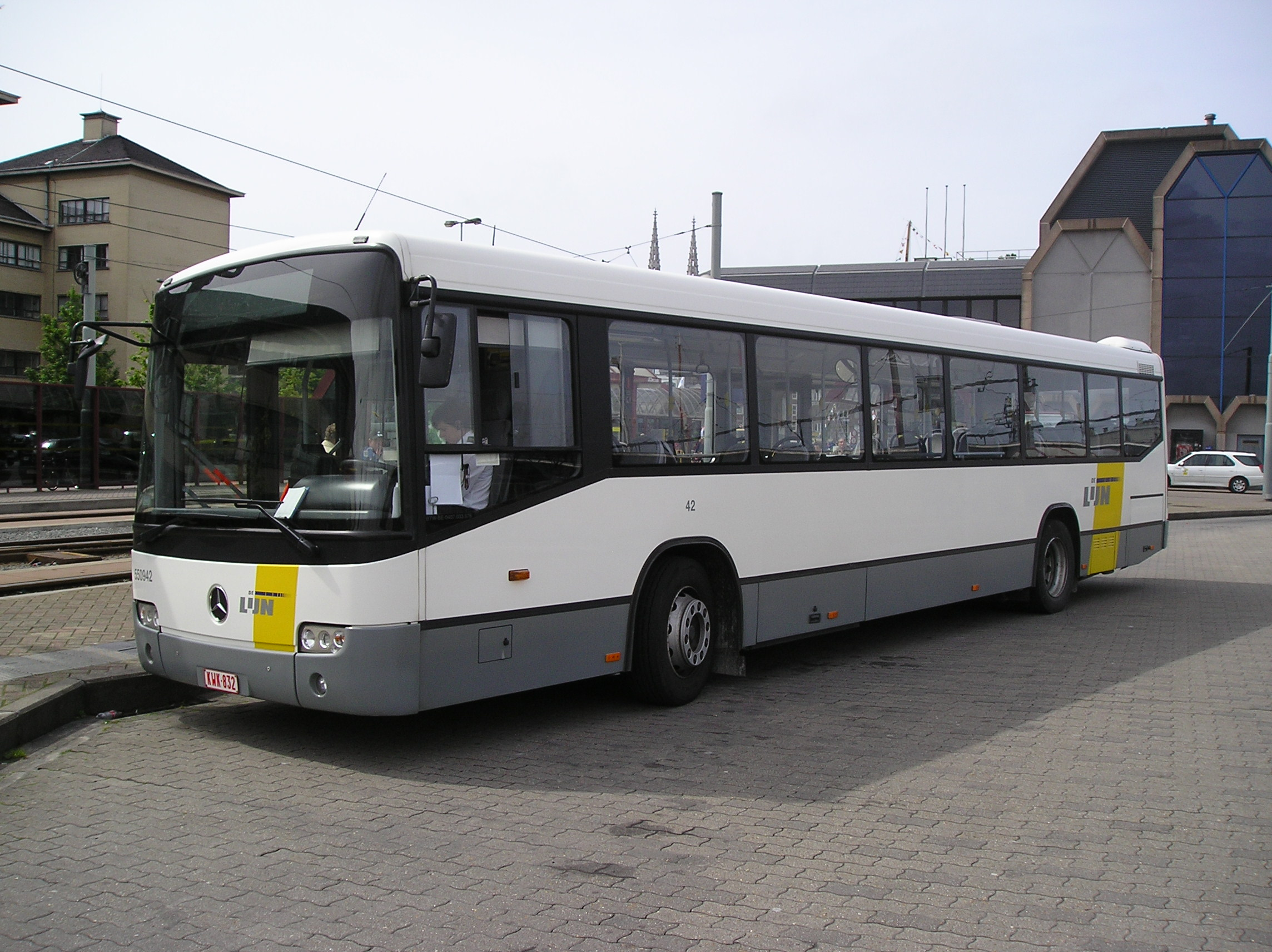
Ostenda: autobus De Lijn Mercedes-Benz Conecto

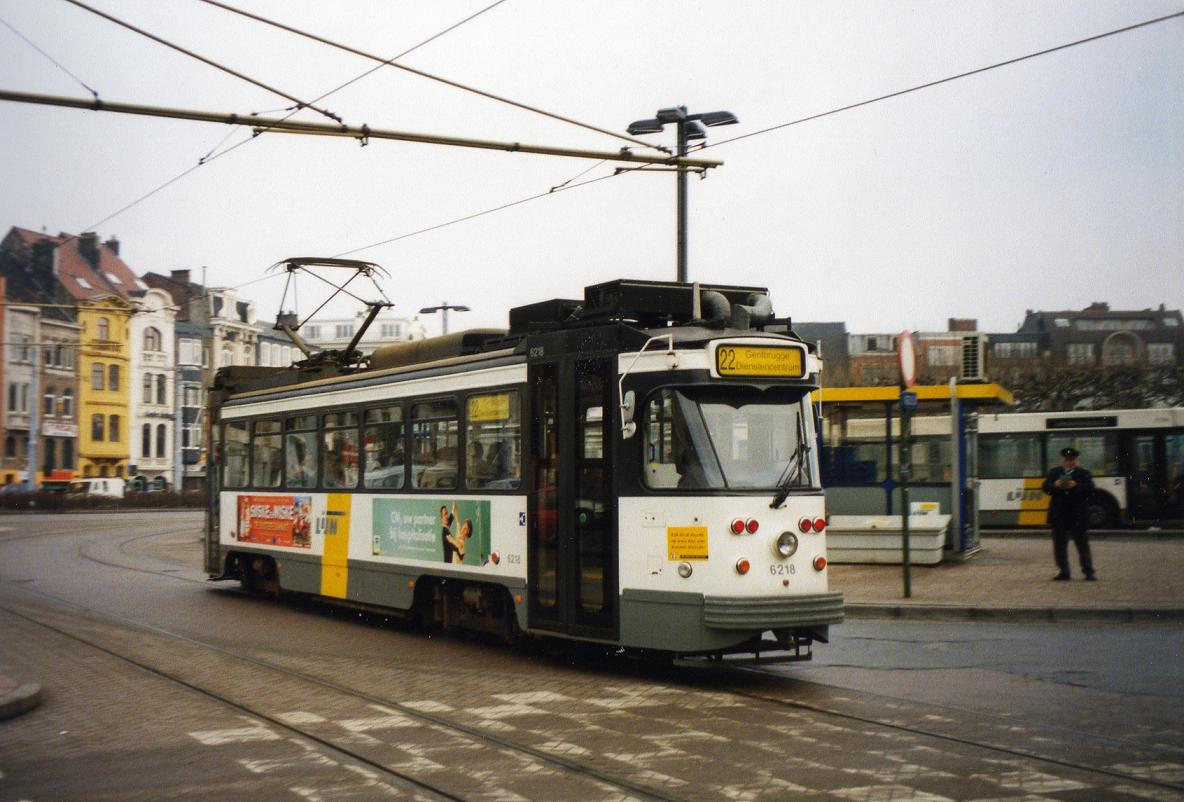
Gent: tram tipo PCC, in versione rimodernata, n. 6218 sulla linea 22

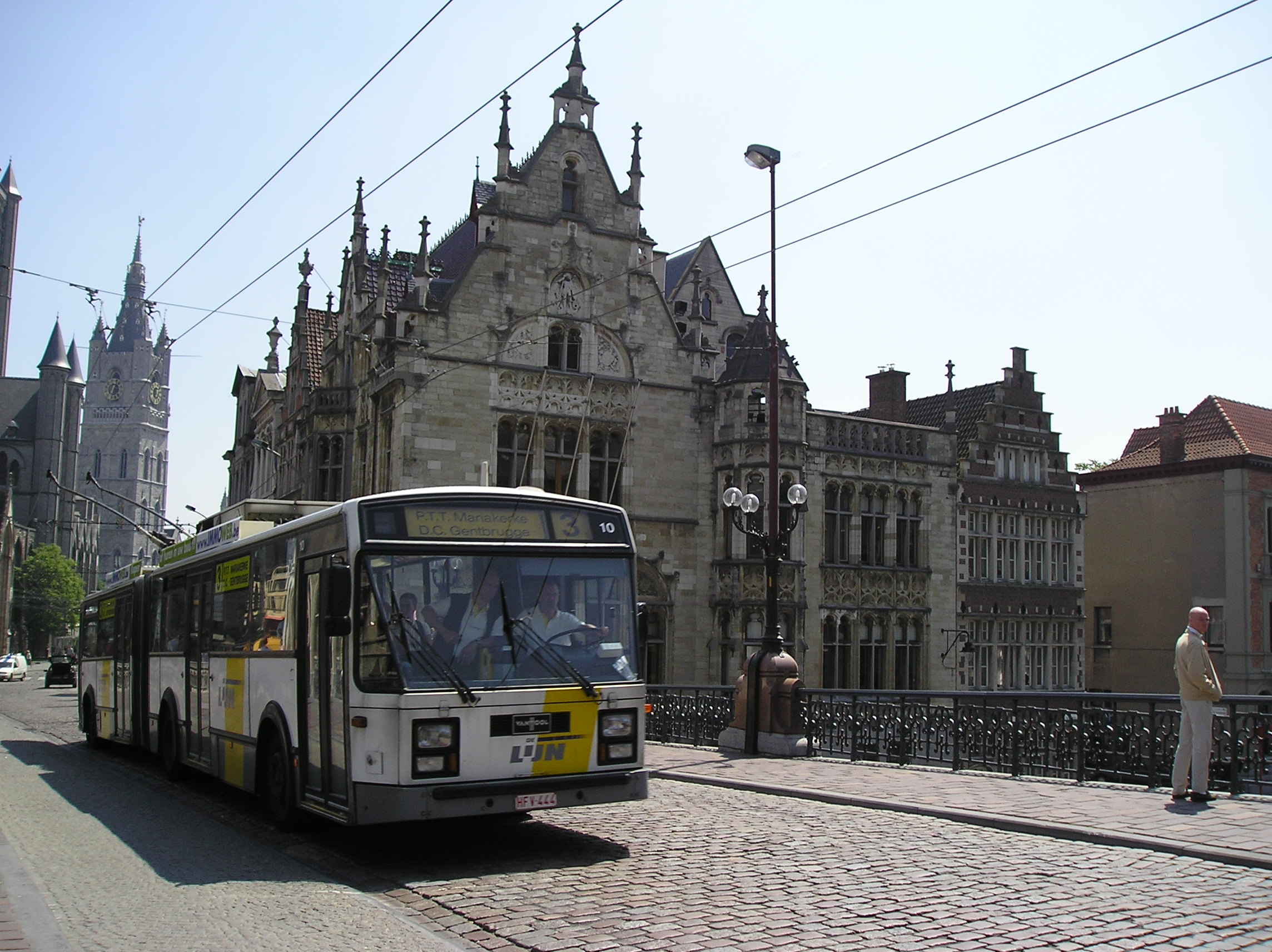
Gent: filosnodato De Lijn Van Hool AG280T n. 10 sulla linea 3

Vlaamse Vervoermaatschappij De Lijn, o semplicemente De Lijn, è un'azienda belga che opera il servizio di trasporto pubblico nella regione delle Fiandre, in Belgio.
Gestisce le autolinee e tranvie dell'intera regione.

## Storia
Nel 1990, all'epoca della regionalizzazione dei trasporti locali, la precedente "Société nationale des chemins de fer vicinaux" (SNCV) si suddivideva in due aziende, la "TEC" (regione della Vallonia) e De Lijn (regione delle Fiandre), che cresceva ulteriormente assorbendo le aziende di trasporto pubblico di Anversa (MIVA) e Gent (MIVG), fino a costituire l'attuale impresa.

## Linee gestite

### Reti tranviarie
- Rete tranviaria di Anversa (12 linee)
- Rete tranviaria di Gand (4 linee)

#### Linee tranviarie
- Kusttram (De Panne – Knokke-Heist)

### Reti autobus
Gestisce ogni rete di autobus urbani e interurbani nelle Fiandre.